# Сольца
Сольца (итал. Solza) — коммуна в Италии, находится в регионе Ломбардия, в провинции Бергамо.
Население составляет 1835 человек (2008), плотность населения составляет 1835 чел./км². Занимает площадь 1 км². Почтовый индекс — 24030. Телефонный код — 035.
Покровителем коммуны почитается святой великомученик Георгий, празднование 23 апреля.

## Демография
Динамика населения:

## Администрация коммуны
- Официальный сайт: http://www.comune.solza.bg.it/